# Чириково (деревня, поселение Краснопахорское)
Чириково — деревня в Троицком административном округе Москвы (до 1 июля 2012 года в составе Подольского района Московской области). Входит в состав Краснопахорского района.

## Население
| 1859 | 1890 | 1899 | 1926 | 2002 | 2006 | 2010 |
| ---- | ---- | ---- | ---- | ---- | ---- | ---- |
| 244  | ↘181 | ↘112 | ↗318 | ↘35  | ↘27  | ↗37  |

Согласно Всероссийской переписи, в 2002 году в деревне проживало 35 человек (14 мужчин и 21 женщина). По данным на 2005 год в деревне проживало 27 человек.

## География
Деревня Чириково расположена в центральной части Троицкого административного округа, примерно в 47 км к юго-западу от центра города Москвы и 21 км к западу от центра города Подольска, на Калужском шоссе А130, в 0,5 км южнее его пересечения с Московским малым кольцом А107.
В деревне 3 улицы — 1-й Автопарк, Лесная и Осенняя, приписано 7 садоводческих товариществ (СНТ) и огородное товарищество (ОНТ). Ближайшие населённые пункты — село Никольское, посёлок Армейский, деревни Романцево и Терехово.
Связана автобусным сообщением со станцией метро Тёплый Стан (маршруты № 508, 512, 515, 1003) и микрорайоном «В» Троицка.
В Троицком административном округе есть ещё одна деревня с таким же названием, она входит в состав поселения Клёновское и находится в 6,5 км к югу.

## История
По писцовым книгам 1627—1628 гг. «село Починок Покровское, а Чириково тож, на пруде у болота» относилось к Шахову стану Московского уезда и являлось старинной вотчиной дворян Коковинских. Находившаяся в нём церковь Покрова Пресвятой Богородицы в начале XVII столетия была уничтожена, но затем выстроена вновь.

…в селе Починке Покровском, а Чириково тож, церковь Покрова Богородицы древянная, клетцки, ветха, стоит без пения, и около церкви кладбище, земли с четверть десятины; от Москвы та церковь 40 верст…— дозорная книга Патриаршего Казённого приказа
В 1812 году, во время Тарутинского маневра, 5 (17) сентября у Чирикова произошел бой русского арьергарда с французским авангардом. 
В 1840 году была построена кирпичная Покровская церковь с Покровским и Всехсвятским приделами. Сломана в середине XX века.
В «Списке населённых мест» 1862 года Покровское (Чириково) — владельческое село 1-го стана Подольского уезда Московской губернии на старокалужском тракте, в 18 верстах от уездного города и 9 верстах от становой квартиры, при пруде и колодцах, с 37 дворами, православной церковью и 244 жителями (118 мужчин, 126 женщин).
По данным на 1890 год — село Красно-Пахорской волости Подольского уезда с 181 жителем, в селе располагалась становая квартира.
В 1913 году — 45 дворов, имелась церковно-приходская школа.
По материалам Всесоюзной переписи населения 1926 года — центр Чириковского сельсовета Красно-Пахорской волости Подольского уезда в 1,1 км от Варшавского шоссе и 14,9 км от станции Столбовая Курской железной дороги, проживало 318 жителей (164 мужчины, 154 женщины), насчитывалось 55 хозяйств, из которых 52 крестьянских.
1929—1946 гг. — населённый пункт в составе Красно-Пахорского района Московской области.
1946—1957 гг. — в составе Калининского района Московской области.
1957—1958 гг. — в составе Ленинского района Московской области.
1958—1963, 1965—2012 гг. — в составе Подольского района Московской области.
1963—1965 гг. — в составе Ленинского укрупнённого сельского района Московской области.
С 2012 г. — в составе города Москвы.